# 4326 McNally
4326 McNally este un asteroid din centura principală, descoperit pe 28 aprilie 1982 de Edward Bowell.